# Boeing XB-39 Superfortress
XB-39 Superfortress byl prototyp bombardovacího letounu, který vznikl modifikací druhoválečného typu Boeing B-29 Superfortress. Hlavní změnou oproti sériovým B-29 byla výměna původních hvězdicových motorů Wright R-3350 Cyclone za čtyřřadové (do W) kapalinou chlazené čtyřiadvacetiválce Allison V-3420-17. Tento motor vznikl s využitím dílů motoru Allison V-1710. Důvodem jeho vzniku byla obava velení USAAF z nedostatku původně vybraných motorů. XB-39 byl možným řešením takového problému.
Prototyp XB-39 vznikl přestavbou prvního předsériového kusu typu YB-29, který měl sériové číslo 41-36954. Původní motory byly odstraněny a místo nich dostal čtveřici motorů Allison V-3420. Testy začaly v říjnu 1944. Přestože se během testů neobjevily závažnější potíže, situace, kdy by byl nedostatek původních motorů nenastala a proto nebyla sériová výroba XB-39 nikdy objednána.

## Specifikace

### Technické údaje
- Osádka: 10
- Rozpětí: 43,05 m
- Délka: 30,18 m
- Výška: 8,46 m
- Nosná plocha: 161,3 m²
- Plošné zatížení: 337,5 kg/m²
- Hmotnost prázdného stroje: 33 800 kg
- Vzletová hmotnost: 54 000 kg
- Maximální vzletová hmotnost: 60 560 kg
- Pohonné jednotky: 4 × kapalinou chlazený motor Allison V-3420-11
  - Výkon motoru: 2100 hp (1566 kW)

### Výkony
- Maximální rychlost: 648 km/h
- Dolet: 10 060 km
- Dostup: 11 000 m

### Výzbroj
- 8 × kulomet M2 Browning ráže 12,7 mm, v dálkově ovládaných věžích
- 2 × ručně ovládaný kulomet 12,7 mm
- 1 × ručně ovládaný kanón M2 ráže 20 mm
- 9 072 kg pum